# Ya van desplumados
Les voilà déplumés
L'eau-forte Ya van desplumados (en français Les voilà déplumés) est une gravure de la série Los caprichos du peintre espagnol Francisco de Goya. Elle porte le numéro vingt dans la série des 80 gravures. Elle a été publiée en 1799.

## Interprétations de la gravure
Il existe divers manuscrits contemporains qui expliquent les planches des Caprichos. Celui qui se trouve au Musée du Prado est considéré comme un autographe de Goya, mais semble plutôt chercher à dissimuler et à trouver un sens moralisateur qui masque le sens plus risqué pour l'auteur. Deux autres, celui qui appartient à Ayala et celui qui se trouve à la Bibliothèque nationale, soulignent la signification plus décapante des planches.
- Explication de cette gravure dans le manuscrit du Musée du Prado :
Si se desplumaron ya, vayan fuera: que van a venir otros. Todos caerán
(Ils sont maintenant déplumés, qu'ils sortent. Car d'autres vont venir. Tous tomberont)[3].

- Manuscrit de Ayala :
Después de desplumados los avechuchos son arrojados a escobazos: uno baja cojo y vizmado, y dos padres reverendísimos, con sus rosarios al cinto, les guardan las espaldas, y celebran las burlas.
(Après avoir été déplumés, les vilains oiseaux sont chassés à coup de balais: ils s'abaissent boiteux et blessés, et deux pères révérendissimes, avec leurs rosaires à la ceinture, sont derrière leur dos et se réjouissent de la plaisanterie)[3].

- Manuscrit de la Bibliothèque nationale :
Después de la copula de los avechuchos, las putas los arrojan a escobazos, desplumados, cojos y cabizbajos: dos frailes muy reverendos los guardan las espaldas, y son los que celebran la burla con sendos rosarios a la cintura.
(Après la copulation des vilains oiseaux, les putes les chassent à coup de balais, déplumés, boiteux et tête basse : deux frères très révérends sont derrière elles et ce sont eux qui se réjouissent de la plaisanterie avec leurs deux rosaires à la ceinture)[3].

Cette estampe est la suite de la précédente, où les hommes-oiseaux sont attirés au bordel et déplumés. Ici déjà déplumés ils sont jetés par les putes de la maison de tolérance à coup de balais, et ils se retirent boiteux et tête basse. Deux autres oiseaux, volent en haut, il est clair d'après la scène qu'ils tomberont également et seront déplumés. Derrière il y a deux personnes, apparemment des frères avec un rosaire à la ceinture, qui se réjouissent de la scène.

## Technique de la gravure
La première étude diffère légèrement de la scène définitive, la composition a été inversée et ont été éliminés deux personnages qui étaient au fond, deux grandes fenêtres et plusieurs hommes-oiseaux. Dans la seconde étude, il a fixé las expressions des femmes et des frères. Il n'est pas clair de savoir si les personnes au second plan sont des frères ou des maquerelles.
L'estampe mesure 215 × 151 mm sur une feuille de papier de 306 × 201 mm. Goya utilise l'eau-forte, l'aquatinte brunie et la pointe sèche.
Le premier dessin préparatoire est un lavis à l'encre rouge sur des traces de sanguine. Dans l'angle inférieur gauche, au crayon : « (20) ». Le dessin préparatoire mesure 206 × 145 mm.
Le second dessin préparatoire est à la sanguine. Dans l'angle supérieur gauche, au crayon : « 8 ». Dans l'angle inférieur gauche, au crayon : « (20) ». À sa droite, au crayon : « 54 ». Le dessin préparatoire mesure 242 × 179 mm.
Dans l'Album de Sanlúcar de Barrameda, on trouve un dessin au lavis d'encre de chine, intitulé Joven barriendo (Jeune balayant). Ce dessin mesure 172 × 101 mm. Le dessin représente une jeune femme balayant dans une attitude très proche de celle que l'on trouve dans l'estampe.

## Catalogue
- Numéro de catalogue G02108 de l'estampe au Musée du Prado.
- Numéro de catalogue D04233 du premier dessin préparatoire au Musée du Prado.
- Numéro de catalogue D04352(r) du second dessin préparatoire au Musée du Prado.
- Numéro de catalogue D07360(v) du dessin de l'Album de Sanlúcar de Barrameda au Musée du Prado.
- Numéro de catalogue 51-1-10-20 au Musée Goya de Castres.